# Lasornik górski
Lasornik górski (Proedromys bedfordi) – gatunek ssaka z podrodziny karczowników (Arvicolinae) w obrębie rodziny chomikowatych (Cricetidae). Słabo poznany gatunek gryzonia występujący endemicznie we wschodniej Chińskiej Republice Ludowej; według IUCN jest narażony na wyginięcie.

## Taksonomia
Gatunek i rodzaj po raz pierwszy zgodnie z zasadami nazewnictwa binominalnego opisał w 1911 roku brytyjski zoolog Oldfield Thomas, nadając im odpowiednio nazwy Proedromys i Proedromys bedfordi. Miejsce typowe to 60 mi (97 km) na południowy wschód od Minchow na wysokości 8000 ft (2438 m) w południowej części Gansu w Chińskiej Republice Ludowej. Holotypem była dorosła samica (czaszka i skóra) odłowiona 11 marca 1910 roku i zdeponowana w Muzeum Historii Naturalnej w Londynie pod sygnaturą BMNH 11.2.1.235. Jedyny przedstawiciel rodzaju lasornik (Proedromys).
Autorzy Illustrated Checklist of the Mammals of the World uznają ten gatunek za monotypowy.

### Etymologia
- Proedromys: gr. προεδρος proedros ‘zasiadający na pierwszym miejscu’[11]; μυς mus, μυος muos ‘mysz’[12].
- bedfordi: Herbrand Arthur Russell, 11. książę Bedford (1858–1940), zawodowy żołnierz i przyrodnik-amator; był członkiem Towarzystwa Królewskiego w Londynie, a w 1899 roku został prezesem Towarzystwa Zoologicznego, którą to funkcję pełnił do 1936 roku; był również powiernikiem Muzeum Brytyjskiego[13].

## Zasięg występowania
Lasornik górski występuje w południowej części Gansu i północnej części Syczuanu w Chińskiej Republice Ludowej.

## Morfologia
Długość ciała (bez ogona) 99,5–129 mm, długość ogona 37,5–43,5 mm, długość ucha 15,5–18 mm, długość tylnej stopy 18,5–20,5 mm; brak danych dotyczących masy ciała. Futro na grzbiecie jest długimi, z matowo brązowymi włosami, natomiast futro na brzuchu jest szaro-białe. Ogon w górnej części jest brązowy, natomiast dolnej części jest koloru matowobiałego; stanowi tylko około 35% długości w stosunku do długości ciała. Samica posiada osiem gruczołów mlekowych, z dwiema parami znajdującymi się w części piersiowej i dwiema parami znajdującymi się w części pachwinowej. Czaszka jest mocno zbudowana (wymiary czaszki holotypu: długość 26 mm, szerokość 16 mm). Zęby trzonowe nie mają korzeni i stale rosną; M1 ma fakturę w postaci czterech zamkniętych trójkątów. Górne siekacze są szerokie, z przednim rowkiem – charakterystyczną cechą podrodziny Arvicolinae. Wzór zębowy: I {\displaystyle {\tfrac {1}{1}}} C {\displaystyle {\tfrac {0}{0}}} P {\displaystyle {\tfrac {0}{0}}} M {\displaystyle {\tfrac {3}{3}}} = 16.

## Ekologia
Gatunek słabo poznany. Zamieszkuje subtropikalne wilgotne lasy górskie na wysokości od 2440 do 2550 m n.p.m. Prowadzi ziemny tryb życia. Nie ma żadnych informacji na temat składu pokarmu, rozrodu, aktywności dobowej i organizacji społecznych.

## Status zagrożenia
W Czerwonej księdze gatunków zagrożonych Międzynarodowej Unii Ochrony Przyrody i Jej Zasobów został zaliczony do kategorii VU (ang. vulnerable „narażony”). Lasornik górski klasyfikowany jest jako rzadki i jest zagrożony utratą siedlisk z powodu rozwijającego się rolnictwa i pozyskiwania drewna. Gryzoń ten został stwierdzony w regionie krajobrazowym i historycznym Doliny Jiuzhaigou, ale nie ma żadnych informacji czy występuje na innych obszarach chronionych. Potrzebne są dalsze badania nad rozmieszczeniem zoogeograficznym, liczebnością populacji, ekologią, biologią i zagrożeniami dla tego gatunku. W Chińskiej Republice Ludowej został wpisany na regionalną czerwoną listę jako narażony na wyginięcie (VU D2).